# 無菌播種
無菌播種（むきんはしゅ）とは、植物の人工的繁殖法の一種。種子を次亜塩素酸ナトリウムなどで殺菌して、微生物・菌類などを排除してから、栄養成分の入った培地などに無菌的に種子をまくこと。無菌培養ともいう。

## 基本概念
ラン科の植物の種子はほとんど栄養分を含んでいないので、ラン菌と呼ばれる微生物と共生状態になり、栄養分の提供を受けないとほぼ成長しない。しかし、好適な菌類の接種はなかなかに困難である。そのため人工的に蒴果ごと殺菌して、内部の無菌状態の種子を栄養成分の入った培地に無菌的に播種することで発芽・生長させる。いわゆる洋ランの多くはこの手法によって比較的簡便に大量増殖できる。
ただし、温帯以北を原産とする地生ランの一部は種子に強い休眠（発芽抑制）があり、休眠を打破するために低温処理、洗浄処理などの特殊な播種前処置が必要となる。またランの種類によっては特殊な栄養要求性をもつものがあり、それらは一般の植物と同じ培地では育成が難しい。

## 培地組成について
一般にラン科植物は発芽初期には硝酸還元酵素の活性が低く、硝酸イオンのみを窒素源とする培地では生育が悪いか、あるいは育たない。初期栄養としてアンモニウムイオン、あるいは有機窒素源が培地に含まれなければならないが、これらの窒素源と硝酸イオンの適正比率・適正濃度はランの種類によって大幅に異なる。ある種のランに好適な培地でも、他種はまったく発芽・生長しないことがある。
着生ランの多くは、ビタミンB群やニコチン酸（ナイアシン）、その他の有機物が培地に含まれていないと生育が不良になる。洋ランの生産現場では、有効成分は確定されていないが経験的に野菜や果物のジュースや、すりおろし汁などを無機培地に加えて培養すると生育が促進されることが知られている。なお、ランの種類や品種、時には同一個体でも生長段階によって効果的な添加物は異なる。添加材料の収穫時期や、品種による成分差などもあるため、添加物の有効性について検討した報文は多数あるが確実な再現性は期待できないのが難点である。
また、地生ランでは培地に過剰な有機物が含まれているとむしろ生育阻害に働く場合がある。そのため安易に野菜類などを添加するのは避けねばならない。加える場合でも添加量を着生ラン用培地の2分の1から5分の1程度に制限したり、時には無機成分を含めて培地組成そのものを改変しないと培養できない場合がある。

## 休眠打破
熱帯・亜熱帯産のほとんどのラン、あるいは温帯産でも着生ランの場合は、適切な培地に播種し適温に保てば比較的すみやかに発芽する。一方、温帯以北の地生ランでは、春が来るまで種子が発芽しないように種子が休眠性をもっている場合がある。それらの種類では単に培地に播種するだけでは発芽せず、何らかの手段によって種子の休眠を打破する必要がある。具体的には下記のような方法がある。
低温処理
一定期間、摂氏5度以下（凍結しない範囲でなるべく低温）にさらす。一般には播種した培養容器を温度設定した冷蔵庫内で保管する。寒冷地では温度条件が適切なら室内放置でもよい。
アツモリソウなど寒冷地のランの完熟種子では休眠打破に低温処理がほぼ必須であり、発芽後の苗も越冬芽を形成した段階で再度低温処理をおこなう。ヨーロッパ産の冬緑性の地生ランでは未熟苗の段階で低温期を必要とする場合もある。ウチョウランやイワチドリなども低温処理で発芽率が向上する。
洗浄処理
種子に発芽抑制物質（その一部はフェノール系の物質であるようだが、完全には解明されていない）が沈着している場合、あるいは種子に撥水性があって吸水しにくい場合、培地に直接播種すると発芽率がきわめて悪い。
フェノール類はアルカリ性の水溶液に溶出するので、実用的には滅菌消毒をかねて次亜塩素酸ナトリウムの水溶液で洗浄する場合が多い。エビネ類、シュンラン、カンランなどのいわゆる東洋蘭、アツモリソウ属などは洗浄により発芽抑制物質を除去し、同時に薬剤の分解作用によって種皮を軟化させ、培養液になじむようにすることで発芽率が著しく向上する。なお、この処理は時間が長すぎると胚に障害を与え種子は死滅する。適正な処理時間はランの種類により大幅に異なるため予備実験を必要とする。
暗所培養
地生ランには明るい場所では発芽率が低下したり、発芽が遅れたりする種類もある。それらは暗黒下で培養し、展葉しはじめてから少しずつ光量を増加する。
液体培地
地生ランの種子は液体の水に浸っている状態でないと発芽しづらい場合がある。液体培地に播種して発芽後に固体培地に移植するか、固体培地の表面に液体状の水分がたまっている状態（凝固水が不足している場合には固化後に液体培地を注入する）で培養することで発芽率が向上する。
未熟種子培養
難発芽性と言われる種類でも、未熟な種子であれば比較的簡単に発芽する場合がある。クマガイソウ、キンラン、カキランなどで未熟種子による発芽例が報告されている。
なお、これらの場合に発芽に成功しているのは胚がほぼ完成しているが種皮が硬化していない短い期間に限定されており、交配後の日数把握がきわめて重要である。
培地組成の見直し
一部のランでは培地に高濃度の硝酸態窒素が含まれていると発芽・生育が不良になる。一般の植物培養で代表的な培地として知られるムラシゲ・スクーグ培地（MS培地）や京都培地（ハイポネックス培地）には窒素源として多量の硝酸塩が含まれており、前述のような特性をもつランでは標準濃度で使用すると著しい生育阻害をおこす。地生ランの培養では一般に無機塩を標準（洋ラン用）より希釈して使用するが、さらに窒素源を硝酸アンモニウムに置き換えたり、それでも生育阻害が生じる場合には窒素源として有機窒素化合物（たとえばアミノ酸）を使用するなどの試みがされている。
また、発芽・生育阻害が生じる培地に活性炭の粉末を添加すると、他の配合組成が同一のままでも培養できるようになる例が経験的に知られている。生育阻害物質を活性炭が吸着するためだと推測されているが明確ではない。原理的には生育促進物質を吸着してしまう可能性もあるため、無添加培地との比較実験を必要とする。
培地濃度の希釈
地生ランは培地に含まれる無機塩や糖類の濃度が高いと発芽率が低下する場合がある。着生ラン用培地と同組成で培養可能な種類でも、濃度は2分の1から3分の1程度に希釈したほうが好適な場合がある。温帯以北の地生ランでは糖濃度も10-15g/l前後（通常の培地では30-35g/l）でもっとも発芽率が高くなる場合があるが、苗の生育に好適な糖濃度はそれより若干高いため発芽後に新しい培地に移植することが望ましい。
植物生長ホルモンの使用
植物の組織培養では植物ホルモンの添加が必須だが、種子培養の場合は培地中にホルモンを添加すると種子に内在するホルモンのバランスをくずし、著しい生育障害をひきおこす場合がある。そのため、無菌播種において原則的には植物生長ホルモンの培地添加は禁忌である。
しかし例外的に、ごく微量の生長ホルモンを添加することで生育が促進される種類もある。また、前述の未熟種子の培養では培地に生長ホルモンが添加されていたほうが発芽率が向上する場合がある。そのほかシュンランなどの東洋蘭グループは発芽にはホルモンは不要だが、生長ホルモンで刺激しないと長期間（数年、あるいはそれ以上も）発葉しない。
一般的にはオーキシン類とサイトカイニン類を併用すると単独の場合より発芽・生育促進効果が高まるが、植物組織培養の場合と同様に、両者の濃度比が適切でないと発芽した苗が多芽体を形成し発根しなかったり、プロトコームがカルス化して再分化が困難になる場合がある。培養時に適切なホルモンの種類および濃度はランの種類はもちろん、個体（系統）によっても反応の違いがあるためマニュアル化が困難である。
その他
上記の手法のうち、どれを採用すれば休眠打破できるかは種類（品種）によって異なる。いわゆる難発芽種では上記の手法を複数組み合わせなければ発芽しない。たとえばクマガイソウでは上記の手法のうち低温処理を除いた、すべての方法を併用して初めて発芽に成功している。
着生ランの無菌播種は基本的に大きな差異はなく、ごく一部の例外を除いて農業参考書に出ている基本技術を応用すれば実用レベルの生産が可能である。しかし温帯以北の地生ランはランの種類ごとに特異性があり、種類に応じた独自の培養法を開発しなければ育成は困難である。
なお近年の研究で、菌類が種子近在で繁殖することによって種子近在の大気組成に変化が生じ（酸素濃度の低下、二酸化炭素濃度の増加など）、それが種子発芽の誘引となる事例が報告されている。この場合、菌類の呼吸・代謝活動は間接的な要因であるため、共生関係の成立しない菌種と同一容器内で培養した場合や、共生菌が種子と直接接触していない状態でも休眠打破が生じる場合がある。しかし培養容器内のガス組成を計測しつつ人為的にコントロールしていくことは計測機器や費用などの点から実践が難しく、生産現場での応用例は現在のところ報告されていない。